# Titus (Fernsehserie)
Titus ist eine US-amerikanische Sitcom, die von 2000 bis 2002 in drei Staffeln produziert wurde.

## Handlung
Der Automechaniker Christopher Titus erlebt mit seiner Freundin Erin, seinem geistig zurückgebliebenen Halbbruder Dave und seinem Kumpel Tommy die Höhen und Tiefen des Lebens. Dabei kommt ihm jedoch stets sein Dad, Papa Titus in die Quere, der ihn immer darauf aufmerksam macht, dass Christopher ein Versager und „Weichei“ ist.

## Hintergrund
Mit seiner eigenen Sitcom wurde Christopher Titus über Nacht bekannt. Dabei verarbeitete er große Teile seines realen Lebens in der Serie. Denn auch sein Vater heißt Kenneth, seine Mutter Juanita, und seit 1991 ist er mit einer Frau namens Erin verheiratet. Mit ihr hat er zwei Kinder.
Charakteristisch sind Rückblenden, in denen Titus, Dave und Tommy Kinder sind und von Papa Titus durch Stromschläge oder ähnliches „abgehärtet werden“, sowie in die Episoden integrierte Schwarz-Weiß-Szenen, in denen Christopher Titus sich in einem kleinen Raum aufhält, in dem sich nur ein Stuhl (Grundgerüst eines elektrischen Stuhls) befindet. Hier hadert er oft mit sich selbst und führt sarkastische und witzige (Selbst-)Gespräche mit den TV-Zuschauern. Am Ende jeder Episode schaltet er eine Glühbirne aus, die an der Decke hängt.

## Auszeichnungen
- 2000: Artios-Nominierung für Sheila Guthrie
- 2001: Artios-Nominierung für Sheila Guthrie
- 2001: Satellite-Award-Nominierung für Stacy Keach
- 2002: Writers-Guild-of-America-Award-Nominierung für die Episode The Pendulum
- 2002: Emmy-Nominierung für die Episode Thin Air
- 2002: Art Directors Guild-Award-Nominierung für Steve Olson und William V. Ryder für die Episode When I Say Jump
- 2003: Art Directors Guild-Award für Steve Olson und William V. Ryder für die Episode Into Thin Air